# Grödinge hembygdsförening
Grödinge hembygdsförening GHF är en hembygdsförening på Södertörn i Södermanland. 

## Verksamhet
Föreningen utger bl.a. Grödinge hembygdstidning sedan 1969. Nämnda medlemstidning hette fram till 2006 Grödingebladet. I samband med registrering av tidskriften var man tvungen att byta namn på den, på grund av att det då redan fanns en annan publikation med likartat namn registrerad. 
Därutöver har man marknader, anordnar föreläsningar, filmvisningar, etc.

## Historia
Föreningen grundades i Grödinge församlingshem den 11 september 1943. Initiativtagare till bildandet var fil.dr Olof Arrhenius, son till nobelpristagaren Svante Arrhenius.

Mötet hade sammankallats genom ett brev som skickats både till de som då bodde i Grödinge, samt till utflyttade grödingebor. Brevet var daterat 2 september 1943 och undertecknat av riksantikvariens ombud, fil.dr O. Arrhenius på Kagghamra.

Uppskattningsvis hade ett drygt 50-tal mött upp till mötet vid den utsatta tiden (16:00). I den närvarolista som sattes upp i samband med mötet står 48 namn, med titlar och adresser (37 män, samt 11 kvinnor). Bland titlarna kan nämnas: Agronom, Arrendator, Byggmästare, Byråchef, Direktör, Fil.dr, Folkskollärare, Godsägare, Greve, Handlare, Ingenjör, Inspektör, Kamrer, Kantor, Kyrkoherde, Kyrkovärd, Lantbrukare, Montör, Nämndeman, Professor, Reparatör, Ryttmästare, Snickare, och Stationskarl.